# Commequiers
Commequiers är en kommun i departementet Vendée i regionen Pays de la Loire i västra Frankrike. Kommunen ligger i kantonen Saint-Gilles-Croix-de-Vie som tillhör arrondissementet Les Sables-d'Olonne. År 2022 hade Commequiers 3 708 invånare.

## Befolkningsutveckling
Antalet invånare i kommunen Commequiers
| Referens: INSEE |